# 罗赋德
罗赋德（英語：Robert B. Ford, 1973年—）是一位美国企业家，美国雅培董事会主席兼首席执行官。中文名叫罗赋德。

## 生平
1973年出生于巴西，父亲是巴西人，母亲是美国人，在英国寄宿学校呆了14年，获得波士顿学院学士学位和加利福尼亚大学伯克利分校哈斯商学院工商管理硕士学位，1996年加入美国雅培，2018年10月升任首席运营官。2020年3月升任首席执行官，2021年12月升任董事会主席。